# NGC 2200
NGC 2200 este o galaxie spirală situată în constelația Pupa. A fost descoperită în 23 ianuarie 1835 de către John Herschel.